# Bjergkuller
Bjergkuller er en kortfilm fra 2002 instrueret af Kari Vidø efter eget manuskript.

## Handling
Charlotte og Teis, der har levet i et parforhold i nogle år, skal bestige et bjerg, både konkret og i overført betydning. Under en bjergbestigertur til Kullen er Charlotte centimeter fra at miste livet. Teis står lammet og kun ved et indgreb fra den erfarne bjergbestiger Lasse, bliver hun reddet. Det medfører et følelsesmæssigt jordskred for Charlotte. Forholdet til Teis trues med opløsning. Charlotte opsøger den perfekte redningsmand for at takke ham, men alt er ikke, som det umiddelbart ser ud.